# Cryptocephalus tramuntanae
Cryptocephalus tramuntanae là một loài bọ cánh cứng trong họ Chrysomelidae. Loài này được Petitpierre miêu tả khoa học năm 1993.